# Andy North
Andy North, född 9 mars 1950 i Thorpe i Wisconsin, är en amerikansk golfspelare.
North gick på University of Florida och blev professionell 1972. Han hade en måttligt framgångsrik karriär på PGA-touren vilket visas av att två av hans tre segrar på touren var i majortävlingen US Open.
Den första PGA-segern i Norths karriär kom i 1977 års American Express Westchester Classic. Han var 28 år gammal när han vann 1978 års US Open på Cherry Hills Country Club i Cherry Hills Village, Colorado. Han gick upp i ledningen efter den andra rundan och inför den sista dagen ledde han med tre slag men ett sämre spel på slutrundan gjorde att han var tvingad att gå på fem slag på det sista hålet för att vinna tävlingen. Han slog bollen i ruffen två gånger, landade i en bunker men han satte en halvmetersputt och vann tävlingen.
I 1985 års US Open låg North två slag efter Taiwans Tze-Chung Chen inför den sista rundan men tre slag före den spelare som låg närmast efter honom. Chen gick snabbt upp i en ledning med fyra slag men tappade ledningen då han gjorde åtta slag på det femte hålet. Ledningen svängde mellan North, Chen and Dave Barr (som hade blandat sig i tätstriden) men North gick upp på det artonde hålet med två slags ledning. Trots att han gjorde bogey på det sista hålet så vann han sin andra majortävling. 
1990 vann North PGA Grand Slam of Golf som inte är en officiell tävling på PGA-touren. Sedan han fyllde 50 år spelar han på Champions Tour. Hans bästa resultat på den touren är en andraplats i 2001 års Emerald Coast Classic. Det märkliga i Norths karriär visas med att han, förutom Lee Janzen, är den ende majorsegraren sedan andra världskriget som inte har fler än tio proffssegrar. Lee Janzen har åtta och North har fyra proffssegrar.
North arbetar för närvarande som golfanalytiker åt ESPN.

## Meriter

### Majorsegrar
- 1978 US Open
- 1985 US Open

### PGA-segrar
- 1977 American Express Westchester Classic